# Csaba Csuzdi
Csaba Csuzdi (geboren am 5. Januar 1959) ist ein ungarischer Zoologe. Er war wissenschaftlicher Berater der Arbeitsgruppe Systematische Zoologie der Ungarischen Akademie der Wissenschaften und Honorarprofessor der Eötvös-Loránd-Universität in Budapest sowie Museologe im Fachbereich Zoologie am Ungarischen Naturwissenschaftlichen Museum.

## Leben und Werk
Csaba Csuzdi studierte Biologie an der Eötvös-Loránd-Universität in Budapest und machte dort seinen Master of Science und wurde später promoviert. Das Hauptarbeitsgebiet von Csuzdi ist die Taxonomie und systematische Zoologie, wo er sich vor allem auf die Systematik der Wenigborster (Oligochaeta) konzentriert. Er arbeitet zudem über die Ökologie und Biogeographie der Oligochaeten. Nach eigenen Angaben veröffentlichte er mehr als 100 wissenschaftliche Arbeiten und beschrieb insgesamt etwa 125 neue Arten sowie 16 Gattungen von Oligochaeten.
Csuzdi Managing ist Mitherausgeber der Acta Zoologica Hungarica und der Opuscula Zoologica sowie Mitglied des editorial board der Zeitschrift African Invertebrates.